# Département de Realicó
Le département de Realicó est une des 22 subdivisions de la province de La Pampa, en Argentine. Son chef-lieu est la ville de Realicó.
Le département a une superficie de 2 450 km2. Sa population était de 15 302 habitants au recensement de 2001 (source : INDEC).

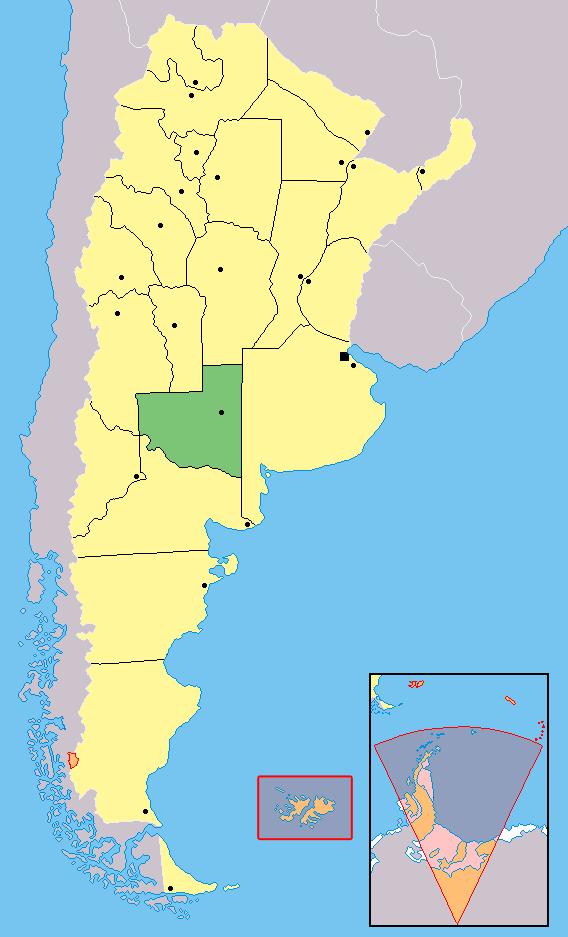
Localisation de la province de La Pampa en Argentine.

## Villes et localités
- Adolfo Van Praet
- Alta Italia
- Embajador Martini
- Falucho
- Ingeniero Luiggi
- Maisonnave
- Ojeda (Argentine)
- Realicó, chef-lieu.
- Ricardo Lavalle